# No Tomorrow Records
No Tomorrow Records es un sello discográfico independiente español fundado en Castellón de la Plana en 1993.
El sello nació con el propósito de editar el primer álbum del grupo Shock Treatment. Desde entonces ha ido engordando poco a poco su catálogo con grupos de punk, hardcore y power pop, muchos de ellos considerados grupos de culto en el circuito underground.
El responsable del sello decidió dedicarse también a la distribución y venta por correo de referencias ajenas al sello, lo que le permitió mantener económicamente a No Tomorrow. Actualmente, la actividad principal de No Tomorrow es la de la venta, aunque siguen sacando referencias propias poco a poco.

## Artistas en catálogo
- Aerobitch
- Asteroid B-612
- Depressing Claim
- Los Brujos
- Los Güarriors
- The Meows
- Muletrain
- Nervous Eaters
- Nuevo Catecismo Católico
- Prototipes
- Safety Pins
- Shock Treatment
- Señor No
- Surfin' Lungs
- Suzy & los Quattro
- The Crépitos
- Los Vivos

## Discografía
- NT000 VVAA - No Tomorrow

- NT001 Shock Treatment - S/T

- NT002 Depressing Claim - S/T

- NT003 Nuevo Catecismo Católico - S/T

- NT004 Shock Treatment - Adiós, Tú!

- NT005 Surfin' Lungs - Beach Bound

- NT006 Los Vivos - S/T

- NT007 Los Brujos - Ellas Siempre Están Solas

- NT008 Señor No - S/T

- NT009 Señor No - Masacrante

- NT010 Shock Treatment - Punk Party!!

- NT011 The Crepitos - We Just Wanna Have Some Fun

- NT012 La Familia Manson - Fun

- NT013 Why Not? + Discípulos De Dionisos - S/T

- NT014 The Feedbacks - The Chords Are The Same

- NT015 Los Guarriors - Odio A Todo El Mundo

- NT016 Depressing Claim - Radio Surf

- NT017 Beatnik Termites - Strawberry Girl

- NT018 Shock Treatment + Fifi & The Mach III - Keepin' Ramones Spirit Alive

- NT019 Los Vivos - Do The Snake

- NT020 Señor No - Mira Mi Dedo

- NT021 Surfin' Lungs - Hang Loose With The...

- NT022 Discípulos De Dionisos - Adictos Al Porno Guarro

- NT023 The Meows - She

- NT024 Los Guarriors - Revuelta En La Playa

- NT025 Nuevo Catecismo Católico + Shock Treatment - S/T

- NT026 Nuevo Catecismo Católico - Aún No Habéis Visto nada

- NT027 Shock Treatment - Operación Dragón

- NT028 The Feedbacks + The Cheeks - A Fix Of Fun (Un Chute De Diversión)

- NT029 Señor No - No Mundo

- NT030 VVAA - Surf Punk Latin Rumble

- NT031 The Invaders - Keepunkrockin'

- NT032 Sonic Dolls - Less Bark, More Bite

- NT033 Los Guarriors - Peleando A La Contra

- NT034 Why Not? - Solo Quiero Diversión

- NT035 The Feedbacks - Ready, Steady, ¡Bang!

- NT036 Los Guarriors - City Kids

- NT037 Malconsejo - Siempre Duermes

- NT038 Teen Dogs - S/T

- NT039 VVAA - Burning: Banquete Para Ellos

- NT040 The Creamers - Two Olives And A Bottle Of Gin

- NT041 Basement Brats - One Night Bitch

- NT042 Surfin' Lungs - Splash Back

- NT043 Aerobitch + Puñetazo - 13 Steps To Hell

- NT044 Nuevo Catecismo Católico - Generación Perdida

- NT045 Depressing Claim - Solo Di Sí

- NT046 Richies + Greedy Guts - Surfboard Crusher

- NT047 The Meows - Private Song

- NT048 Señor No - Está Bien

- NT049 Bonzos - Re-Action

- NT050 Sonic Surf City - The Surfers That Came From The Cold

- NT051 Discípulos De Dionisos - Con Pelos En La Lengua

- NT052 Señor No - No Me Hables

- NT053 The Meows - S/T

- NT054 VVAA - 4x3

- NT055 Vincent Von Reverb & Sus Vaqueros Eléctricos - S/T

- NT056 The Painkillers - Ladies & Gentlemen...

- NT057 Tricky Woo - Sometimes I Cry

- NT058 Surfin' Lungs - Goin' To Rockingham!

- NT059 The Meows - More & Better

- NT060 Suzy & Los Quattro - Freak Show

- NT061 Nervous Eaters - Eat This!

- NT062 VVAA - The Bowery Electric: A Tribute To Joey Ramone

- NT063 M-16's - Loose Bullets

- NT064 Suzy & Los Quattro - Ready To Go!

- NT065 Sonic Surf City - Best Of The Rest

- NT066 Asteroid B-612 - Reading Between The Lines

- NT067 The Meows - At The Top Of The Bottom

- NT068 Prototipes - We Are Back

- NT069 Suzy & Los Quattro - The Singles

- NT070 Biscuit - Time For Answers

- NT071 Nuevo Catecismo Católico - 1530 Segundos De...

- NT072 The Meows - All You Can Eat

- NT073 HZERO - La Barbarie

- NT074 Shock Treatment - Antología

- NT075 Balloon Flights - Staten Island

- NT076 Heatwaves - #1

- NT077 Depressing Claim - Radio Surf XXL

- NT078 The Feedbacks - The Chords Are Still The Same

- NT079 Heatwaves - #2

- NT080 Los Vivos - Algo Para Mí

- NT081 Balloon Flights - Psychologically Broken

- NT082 The Budweisers - S/T

- NT083 Heatwaves - #3

- NTPR01 VVAA - Sálvese Quien Pueda

- NTPR02 VVAA - Loose Drive

- NTPR03 VVAA - 1993-1998

- NT700 Surfin' Lungs & Shock Treatment - Tell 'Em I'm Surfin'

- NT701 Safety Pins - Just In Fun

- NT702 Budweisers - My Girlfriend's A Bonehead

- NT703 Vincent Von Reverb & Sus Vaqueros Eléctricos - Solo Para Mujeres

- NT704 Shock Treatment - Están Vivos

- NT705 Sonic Surf City - On The Beach

- NT706 Surfin' Lungs - The Godfather

- NT707 The Bellarys - Suicide Baby / Chemical

- NT708 Surfin' Lungs - Boss Beach Party

- NT709 Muletrain - S/T

- NT710 Suzy & Los Quattro - Sing With TV Smith

- NT711 Chingaleros - Dancefloor Dictators

- NT712 Surfin' Lungs - Holy Guacamole!

- NT1501 Biscuit  / Beat Dealers - S/T

- NT1502 Airbag / Los Reactivos - S/T

- NT1503 Muletrain / Concentration Summer Camps - S/T

- NT1504 Nuevo Catecismo Católico / Señor No - S/T

- NT1505 The Meows / Nervous Eaters - S/T

- NTD001 Shock Treatment - Covers & Rarities

- NT2501 Shock Treatment - S/T

- NT2526 Nuevo Catecismo Católico - Aún No Habéis Visto Nada

- NT2529 Señor No - No Mundo